# Pont de Cassibrós
El Pont de Cassibrós és un pont al municipi de Vall de Cardós (Pallars Sobirà) inclòs a l'Inventari del Patrimoni Arquitectònic de Catalunya.

## Descripció
Pont romà sobre la Noguera de Cardós, d'una sola arcada de mig punt. Formen l'arc lloses pissarroses primes i molt llargues disposades radialment com a dovelles. La resta d'aparell, també de pissarra, és de dimensions més reduïdes, i està tot travat amb morter. La construcció s'assenta directament sobre la roca que emergeix a costat i costat del riu.
Formava part de l'antic camí de Cassibrós.